# Wavin' Flag
"Wavin' Flag" là bài hát của nghệ sĩ người Canada gốc Somali K'naan từ album Troubadour. Ban đầu, bài hát được viết cho Somalia với nội dung về khát vọng về tự do. Phiên bản gốc đã đạt #2 trên Canadian Hot 100 dưới dạng đĩa đơn thứ ba từ album, sau "ABCs" và "Bang Bang".
Sau trận động đất kinh hoàng ở Haiti năm 2010, một bản làm lại của một nhóm các nghệ sĩ Canada đã trở thành đĩa đơn từ thiện ở Canada và xếp #1 trên Canadian Hot 100. Cuối năm 2009, hãng Coca-Cola đã chọn bài hát này làm bài hát cổ động cho Giải vô địch bóng đá thế giới 2010 được tổ chức tại Nam Phi với nhiều sửa đổi so với phiên bàn gốc.
Năm 2012, K'naan xuất bản một quyển sách dành cho trẻ em, When I Get Older: The Story Behind Wavin' Flag, nói về bài hát và câu chuyện lịch sử của nó.

## Wavin' Flag của K'naan

### Phiên bản gốc
"Wavin' Flag" là đĩa đơn chính thức thứ ba (thứ tám trên tổng cộng) từ album của K'naan,Troubadour, được Kerry Brothers, Jr. đồng sản xuất với Bruno Mars. K'naan biểu diễn bài hát lần đầu tiên trên Q TV, nơi anh cho khán giả xem một bản xem trước của Troubadour. Lời của bài hát gốc nói về sự đấu tranh của những người tị nạn bởi chiến tranh, với sự liên quan đến đất nước Somalia, trong khi đó phiên bản dành cho World Cup sau này được viết lại với giai điệu vui tươi hơn.

### World Cup Celebration Mix
Bài hát được chọn làm ca khúc chính thức của Coca-Cola cho chương trình World Cup 2010. Cuối năm 2009, hãng Coca-Cola đã chọn bài hát "Wavin' Flag" làm bài hát cổ động cho Giải vô địch bóng đá thế giới 2010 được tổ chức tại Nam Phi. Để phù hợp với yêu cầu cổ động, K'naan đã thay đổi lại phần lời và mix lại thành bài hát cổ động cho World Cup 2010 với tên gọi "Wavin’ Flag – Coca-Cola Celebration Mix". Ca khúc được trình diễn trong chiến dịch quảng bá này xuyên qua 83 quốc gia, 86 thành phố trên toàn thế giới, với nhiều phiên bản ngôn ngữ khác nhau:
- Ả Rập: "Shagga' Bi Alamak" (chữ Ả Rập: شجّع بعلمك ده): song ca với nữ ca sĩ Liban Nancy Ajram[7]
- Brasil: "Comemorar": hợp ca với ban nhạc Brazil Skank[8]
- Haiti: "Wavin' Flag" song ca với MikaBen[9].
- Hungary: "Nálunk van a labda" - hợp ca của các phóng viên và phát thanh viên Magyar Televízió [10]
- Indonesia: "Semangat Berkibar": song ca với nam ca sĩ Ipang[11]
- Hy Lạp: "Wavin' Flag": hợp ca với Professional Sinnerz, Komis X hát đệm[12]
- Mông Cổ: "Wavin' Flag": do các ca sĩ P. Bayartsengel, D. Anu, E. Solongo và E. Soyombo trình bày.[13].
- Malaysia: "Wavin' Flag": do nam ca sĩ Kollam Thakarppan trình bày bản remix.[14].
- Nga: "Размахивая Флагами": hợp ca với St1m[15].
- Nhật Bản: "Wavin' Flag" (Katakana: ウェイヴィン・フラッグ): song ca với nữ ca sĩ người Mỹ gốc Nhật-Ý Ai Uemura Carina[16]
- Nigeria: "Wavin' Flag (Naija Remix)": hợp ca với Banky W. & M.I.[17].
- Pháp: "Wavin' Flag": song ca với ca sĩ Pháp gốc Nigeria Féfé[18]
- Sri Lanka: "Ekama Irak Yata": hợp ca với ca sĩ Pradeep Nishantha[19]
- Tây Ban Nha: "Bandera ondeante": song ca với nam ca sĩ David Bisbal[20].
- Trung Quốc: "Qi zhi piao yang" (chữ Hán: 旗帜飘扬): hợp ca với nam ca sĩ Hong Kong Jacky Cheung và nữ ca sĩ Trung Quốc Jane Zhang [21]
- Thái Lan: "Wavin' Flag" (chữ Thái Lan: เวฟวิงแฟลก): hợp ca với ban nhạc Tattoo Colour[22].
- Việt Nam: "Lá cờ tung bay": song ca với nữ ca sĩ Phương Vy[23].

### Xếp hạng
| Bảng xếp hạng (2009–2010)     | Vị trí cao nhất |
| ----------------------------- | --------------- |
| Áo (Ö3 Austria Top 40)        | 1               |
| Bỉ (Ultratop 50 Flanders)     | 37              |
| Bỉ (Ultratop 50 Wallonia)     | 17              |
| Canadian Hot 100              | 2               |
| Cộng hòa Séc (Rádio Top 100)  | 68              |
| Đan Mạch (Tracklisten)        | 23              |
| European Hot 100 Singles      | 1               |
| Pháp (SNEP)                   | 15              |
| Đức (GfK)                     | 1               |
| Ireland (IRMA)                | 2               |
| Ý (FIMI)                      | 2               |
| Hà Lan (Dutch Top 40)         | 4               |
| Na Uy (VG-lista)              | 14              |
| Slovakia (Rádio Top 100)      | 10              |
| Tây Ban Nha (PROMUSICAE)      | 7               |
| Thụy Sĩ (Schweizer Hitparade) | 1               |
| Thụy Điển (Sverigetopplistan) | 57              |
| Anh Quốc (OCC)                | 2               |
| Anh Quốc R&B (OCC)            | 1               |
| U.S. Billboard Hot 100        | 82              |

### Chứng nhận
| Quốc gia | Chứng nhận (theo doanh số) |
| -------- | -------------------------- |
| Canada   | 3x Bạch kim                |
| Đức      | Vàng                       |

## Young Artists for Haiti

### Xếp hạng
| Bảng xếp hạng (2010) | Vị trí cao nhất |
| -------------------- | --------------- |
| Canadian Hot 100     | 1               |

Năm 2010, bài hát được làm lại bởi một nhóm nghệ sĩ gọi là Young Artists for Haiti dưới dạng đĩa đơn từ thiện sau trận động đất 2010 ở Haiti. Đĩa đơn được sản xuất bởi Bob Ezrin, Mike Fraser và có lời bài hát đặc biệt dành cho Haiti, bao gồm một bản rap bởi Drake. Nó được phát hành vào ngày 12 tháng 3 năm 2010 và đã xếp #1 trên bảng xếp hạng Canada.
Những nghệ sĩ tham gia gồm có K'naan, Nelly Furtado, Sam Roberts, Avril Lavigne, Pierre Bouvier, Tyler Connolly, Kardinal Offishall, Jully Black, Lights, Deryck Whibley, Serena Ryder, Jacob Hoggard, Emily Haines, Hawksley Workman, Drake, Chin Injeti, Ima, Pierre Lapointe, Elisapie Isaac, Esthero, Corb Lund, Fefe Dobson, Nikki Yanofsky, Matt Mays, Justin Nozuka, và Justin Bieber. Tham gia biểu diễn phần điệp khúc bao gồm Arkells, Lamar Ashe, Broken Social Scene, Torquil Campbell, Canadian Tenors, Aion Clarke, City and Colour, Tom Cochrane, Jim Cuddy, Jim Creeggan, Kathleen Edwards, Dave Faber, Jessie Farrell, Colin James, Pat Kordyback, Brandon Lehti, Colin MacDonald, Jay Malinowski, Stacey McKitrick, Suzie McNeil, Stephan Moccio, Kevin Parent, Josh Ramsay, Red 1, Hayley Sales, James Shaw và Shiloh.  MV cho đĩa đơn được quay tại The Warehouse Studio tại Vancouver, British Columbia, Canada. Tháng 3 năm 2011, đĩa đơn này đã đạt giải thưởng Juno "Single của năm".

### Danh sách bài hát
| Tải về kỹ thuật số | Tải về kỹ thuật số | Tải về kỹ thuật số |
| STT                | Nhan đề            | Thời lượng         |
| ------------------ | ------------------ | ------------------ |
| 1.                 | "Wavin' Flag"      | 3:55               |

| Trực tiếp tại Juno Awards 2010 (tải về kỹ thuật số) | Trực tiếp tại Juno Awards 2010 (tải về kỹ thuật số)          | Trực tiếp tại Juno Awards 2010 (tải về kỹ thuật số) |
| STT                                                 | Nhan đề                                                      | Thời lượng                                          |
| --------------------------------------------------- | ------------------------------------------------------------ | --------------------------------------------------- |
| 1.                                                  | "Wavin' Flag" (Trực tiếp tai Juno Awards 2010) (cùng K'naan) | 5:20                                                |

### Bảng xếp hạng hàng tuần
| Bảng xếp hạng (2010)                 | Vị trí cao nhất |
| ------------------------------------ | --------------- |
| Canada (Canadian Hot 100)            | 1               |
| UK Singles (Official Charts Company) | 89              |

### Bảng xếp hạng cuối năm
| Bảng xếp hạng (2010)      | Vị trí cao nhất |
| ------------------------- | --------------- |
| Canada (Canadian Hot 100) | 19              |

### Chứng nhận
| Quốc gia                                                                           | Chứng nhận  | Số đơn vị/doanh số chứng nhận |
| ---------------------------------------------------------------------------------- | ----------- | ----------------------------- |
| Canada (Music Canada)                                                              | 3× Platinum | 0*                            |
| * Chứng nhận dựa theo doanh số tiêu thụ. ^ Chứng nhận dựa theo doanh số nhập hàng. |             |                               |